# Lodovico Pico della Mirandola
Lodovico Pico della Mirandola (Mirandola, 9 dicembre 1668 – Roma, 10 agosto 1743) è stato un cardinale italiano.

## Biografia

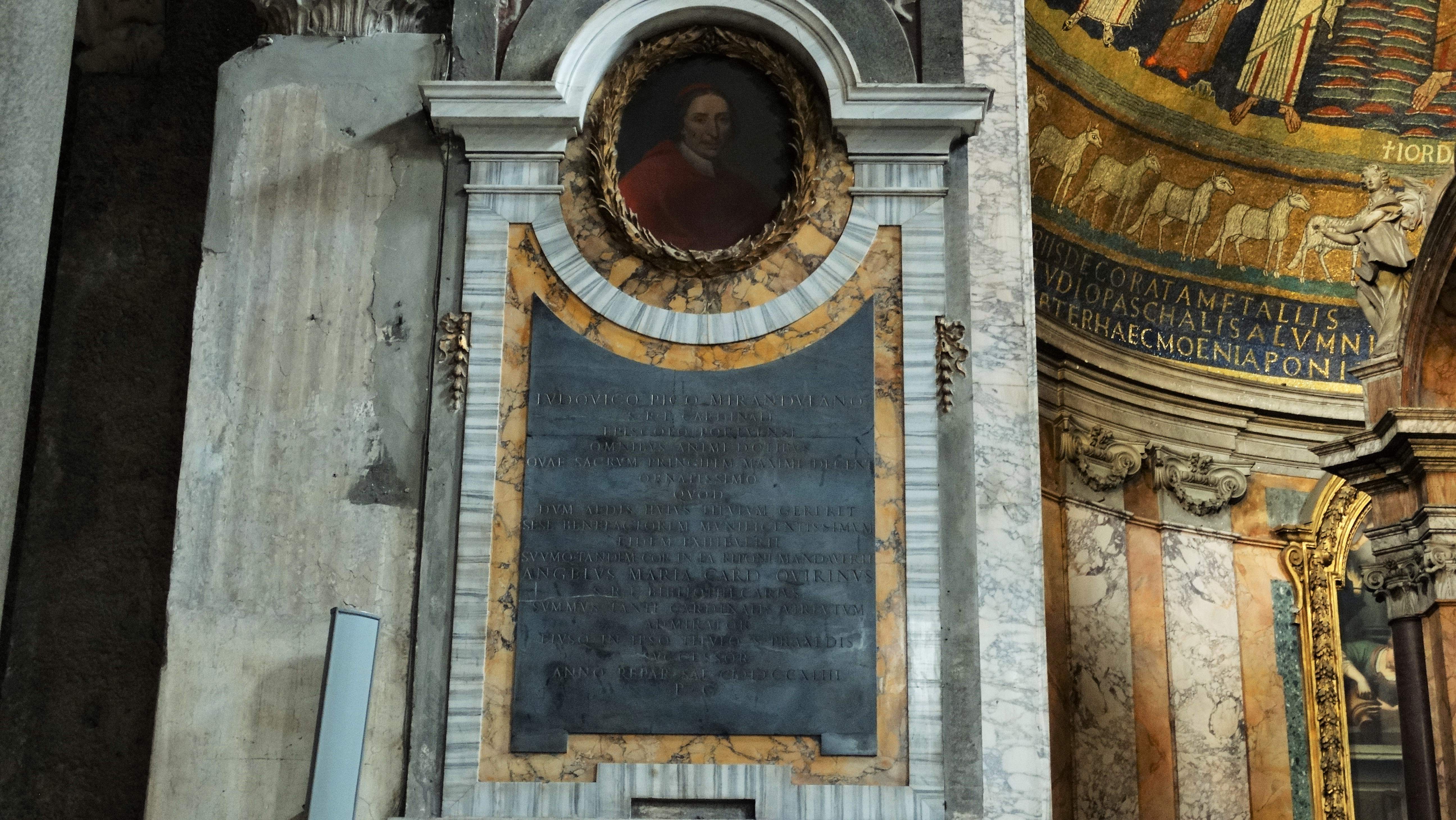
Lapide dedicata a Lodovico Pico della Mirandola (Basilica di Santa Prassede, Roma)

Lodovico nacque il 9 dicembre 1668, a Mirandola, nella diocesi di Reggio Emilia. Egli era discendente dalla famiglia dei duchi della Mirandola e precisamente era l'ottavo dei nove figli del duca Alessandro II Pico della Mirandola, marchese di Concordia nonché generale dell'esercito francese, e di Anna Beatrice d'Este, principessa di Modena e Reggio. Suoi fratelli furono Maria Isabella, Laura, Francesco Maria, Galeotto, Virginia, Fulvia, Giovanni e Alessandro. Egli era imparentato col cardinale Anton Maria Salviati.
Ottenuto il dottorato in utroque iure, ottenne le insigne clericali il 1º novembre 1683.
Dopo che i francesi attaccarono la sua città natale, egli fuggì a Bologna, poi a Roma ed infine a Vienna dove venne ricevuto dall'Imperatore che lo accolse nel suo esilio forzato. Tornato a Roma, venne nominato prelato domestico di Sua Santità e chierico della camera apostolica dal 21 maggio 1699. Prefetto della Camera di Sua Santità dal 7 giugno 1706, ricevette poco dopo il suddiaconato.
Eletto patriarca titolare di Costantinopoli dal 25 giugno 1706, dovette ottenere una dispensa per aver solo ricevuto il suddiaconato senza ancora aver preso gli ordini sacri. Consacrato vescovo, divenne assistente al trono pontificio dal 28 giugno 1706 e quindi Prefetto del Palazzo Apostolico dal 24 ottobre 1707. Venne nominato governatore di Castel Gandolfo in quello stesso 1707 per un triennio.
Creato cardinale in pectore nel concistoro del 18 maggio 1712, il suo nome venne pubblicato nel concistoro del 26 settembre di quell'anno, ricevendo il 21 novembre la berretta cardinalizia ed il titolo di San Silvestro in Capite. Camerlengo del Sacro Collegio dei Cardinali dal 4 gennaio 1717, venne trasferito alla sede episcopale di Senigallia col titolo di arcivescovo dal 22 novembre di quell'anno. Prefetto della Sacra Congregazione per le Indulgenze e le Sacre Reliquie, partecipò al conclave del 1721 che elesse a pontefice Innocenzo XIII e nuovamente a quello del 1724 che elesse papa Benedetto XIII. Dopo aver rinunciato al governo della propria arcidiocesi il 10 settembre 1724, fece ritorno a Roma, venne nominato arciprete della basilica di Santa Maria Maggiore nel luglio 1730. Optò quindi per il titolo cardinalizio di Santa Prassede dal 24 aprile 1728 per poi prendere parte al conclave del 1730 che elesse papa Clemente XII, rinunciando poco dopo all'incarico di arciprete. Optando quindi per l'ordine dei vescovi, venne assegnato alla sede suburbicaria di Albano dal 9 aprile 1731 e con questo titolo partecipò al conclave del 1740 che elesse papa Benedetto XIV. Prescelse dunque il titolo di Porto-Santa Rufina il 29 agosto 1740 e venne nominato vice-decano del Sacro Collegio dei Cardinali.
Morì il 10 agosto 1743 nel suo palazzo di Roma nei pressi della Basilica dei Santi XII Apostoli. Il giorno successivo la sua salma venne trasferita nella stessa basilica dove il 12 agosto ebbero luogo i funerali. Il corpo venne quindi trasportato nella nuova chiesa dell'arciconfraterita del Santissimo Nome di Maria alla Colonna Traiana a Roma, della quale era stato un copioso benefattore e ivi sepolto secondo la sua volontà. Qui ancora oggi si trova una placca nei pressi dell'altar maggiore con le sue armi. Il suo cuore, invece, venne sepolto nella chiesa di Santa Prassede a Roma dove il cardinale Angelo Maria Querini ebbe modo di comporre in suo nome un elogio funebre. Nel suo testamento specificò il legato per trecento messe da celebrarsi per la redenzione della sua anima di cui duecento nelle chiese di Roma e cento nella diocesi di Albano ove era stato anche vescovo.

## Genealogia episcopale
La genealogia episcopale è:
- Cardinale Scipione Rebiba
- Cardinale Giulio Antonio Santori
- Cardinale Girolamo Bernerio, O.P.
- Arcivescovo Galeazzo Sanvitale
- Cardinale Ludovico Ludovisi
- Cardinale Luigi Caetani
- Cardinale Ulderico Carpegna
- Cardinale Paluzzo Paluzzi Altieri degli Albertoni
- Cardinale Gaspare Carpegna
- Cardinale Fabrizio Paolucci
- Cardinale Lodovico Pico della Mirandola

## Ascendenza
|                                    |               |                                    | Genitori                               |  |  | Nonni |  |  | Bisnonni                          |  |  | Trisnonni                        |  |
|                                    |               |                                    |                                        |  |  |       |  |  | Alessandro I Pico della Mirandola |  |  | Ludovico II Pico della Mirandola |  |
|                                    |               |                                    |                                        |  |  |       |  |  | Alessandro I Pico della Mirandola |  |  | Ludovico II Pico della Mirandola |  |
|                                    |               | Fulvia da Correggio                |                                        |  |  |       |  |  | Alessandro I Pico della Mirandola |  |  |                                  |  |
| Galeotto IV Pico della Mirandola   |               |                                    |                                        |  |  |       |  |  | Alessandro I Pico della Mirandola |  |  |                                  |  |
|                                    |               | Eleonora Segni                     | ?                                      |  |  |       |  |  |                                   |  |  |                                  |  |
|                                    |               | Eleonora Segni                     | ?                                      |  |  |       |  |  |                                   |  |  |                                  |  |
|                                    |               | Eleonora Segni                     | ?                                      |  |  |       |  |  |                                   |  |  |                                  |  |
| Alessandro II Pico della Mirandola |               | Eleonora Segni                     |                                        |  |  |       |  |  |                                   |  |  |                                  |  |
|                                    |               | Carlo I Cybo-Malaspina             | Alderano Cybo-Malaspina                |  |  |       |  |  |                                   |  |  |                                  |  |
|                                    |               | Carlo I Cybo-Malaspina             | Alderano Cybo-Malaspina                |  |  |       |  |  |                                   |  |  |                                  |  |
|                                    |               | Carlo I Cybo-Malaspina             | Marfisa d'Este                         |  |  |       |  |  |                                   |  |  |                                  |  |
| Maria Cybo-Malaspina               |               | Carlo I Cybo-Malaspina             |                                        |  |  |       |  |  |                                   |  |  |                                  |  |
|                                    |               | Brigida Spinola, patrizia genovese | Giannettino Spinola, patrizio genovese |  |  |       |  |  |                                   |  |  |                                  |  |
|                                    |               | Brigida Spinola, patrizia genovese | Giannettino Spinola, patrizio genovese |  |  |       |  |  |                                   |  |  |                                  |  |
|                                    |               | Brigida Spinola, patrizia genovese | Diana De Mari, patrizia genovese       |  |  |       |  |  |                                   |  |  |                                  |  |
| Lodovico Pico della Mirandola      |               | Brigida Spinola, patrizia genovese |                                        |  |  |       |  |  |                                   |  |  |                                  |  |
|                                    | Cesare d'Este | Alfonso d'Este                     |                                        |  |  |       |  |  |                                   |  |  |                                  |  |
|                                    | Cesare d'Este | Alfonso d'Este                     |                                        |  |  |       |  |  |                                   |  |  |                                  |  |
|                                    | Cesare d'Este | Giulia Della Rovere                |                                        |  |  |       |  |  |                                   |  |  |                                  |  |
| Alfonso III d'Este                 | Cesare d'Este |                                    |                                        |  |  |       |  |  |                                   |  |  |                                  |  |
|                                    |               | Virginia de' Medici                | Cosimo I de' Medici                    |  |  |       |  |  |                                   |  |  |                                  |  |
|                                    |               | Virginia de' Medici                | Cosimo I de' Medici                    |  |  |       |  |  |                                   |  |  |                                  |  |
|                                    |               | Virginia de' Medici                | Camilla Martelli                       |  |  |       |  |  |                                   |  |  |                                  |  |
| Anna Beatrice d'Este               |               | Virginia de' Medici                |                                        |  |  |       |  |  |                                   |  |  |                                  |  |
|                                    |               | Carlo Emanuele I di Savoia         | Emanuele Filiberto di Savoia           |  |  |       |  |  |                                   |  |  |                                  |  |
|                                    |               | Carlo Emanuele I di Savoia         | Emanuele Filiberto di Savoia           |  |  |       |  |  |                                   |  |  |                                  |  |
|                                    |               | Carlo Emanuele I di Savoia         | Margherita di Valois                   |  |  |       |  |  |                                   |  |  |                                  |  |
| Isabella di Savoia                 |               | Carlo Emanuele I di Savoia         |                                        |  |  |       |  |  |                                   |  |  |                                  |  |
|                                    |               | Caterina Michela d'Asburgo         | Filippo II di Spagna                   |  |  |       |  |  |                                   |  |  |                                  |  |
|                                    |               | Caterina Michela d'Asburgo         | Filippo II di Spagna                   |  |  |       |  |  |                                   |  |  |                                  |  |
|                                    |               | Caterina Michela d'Asburgo         | Elisabetta di Valois                   |  |  |       |  |  |                                   |  |  |                                  |  |
|                                    |               | Caterina Michela d'Asburgo         |                                        |  |  |       |  |  |                                   |  |  |                                  |  |